# Dąbrowa Duża (województwo wielkopolskie)
Dąbrowa Duża – wieś w Polsce położona w województwie wielkopolskim, w powiecie konińskim, w gminie Ślesin.
| SIMC    | Nazwa        | Rodzaj    |
| ------- | ------------ | --------- |
| 0296762 | Dąbrowa Mała | część wsi |

W latach 1975–1998 miejscowość administracyjnie należała do województwa konińskiego.